# Suzanne de Baecque
Suzanne de Baecque est une comédienne et metteuse en scène française née le 13 juillet 1995 à Paris.
Elle débute sur les planches à 18 ans dans Le Dernier Repas du monde écrit et mise en scène par Elie Salleron. Elle est révélée neuf ans plus tard par la pièce La Seconde Surprise de l'amour mise en scène par Alain Françon qui lui vaut une nomination aux Molières 2022 dans la catégorie meilleure révélation féminine. Entre temps, elle se forme au Cours Florent, puis à l'école du Nord.
En parallèle, elle fait ses débuts devant la caméra de Sarah Suco avant de se faire remarquer par ses seconds rôles dans Annie Colère de Blandine Lenoir, Mon Crime de François Ozon et en incarnant Victoire de France dans le film Jeanne du Barry de Maïwenn aux côtés de cette dernière et de l'acteur américain Johnny Depp.

## Biographie
Suzanne de Baecque est la fille de Sylvie Robic, universitaire et écrivaine et d'Antoine de Baecque, historien et critique de cinéma.
Elle se forme au métier de comédienne à la Classe Libre du Cours Florent de 2016 à 2018 où elle travaille sous la direction de Jean-Pierre Garnier, Sebastien Pouderoux, Philippe Calvario et Carole Franck. Elle y co-écrit et met en scène les voix du crépuscule (une fausse émission d’anthropologie) avec son camarade David Guez, présenté au théâtre des Bouffes du Nord. Ils sont tous les deux lauréats du Prix Olga Horstig 2017 pour ce travail.
A peine sortie de l’école du Théâtre du Nord, à Lille, dont elle a suivi le cursus de 2018 à 2021, elle joue Lisette, dans La Seconde Surprise de l’amour, de Marivaux, mise en scène par Alain Françon, à l’Odéon puis en tournée, ce qui lui vaut une nomination pour la révélation féminine aux Molières 2022 ainsi que le Prix de la Révélation du Syndicat De La Critique.
Elle collabore avec divers metteurs en scène comme Cécile Garcia-Fogel ou Guillaume Vincent, puis démarre au cinéma et à la télévision. Elle tourne dans plusieurs productions sous la direction de Sarah Suco (Les Eblouis), Blandine Lenoir ou encore Anne Depétrini. Elle est également Victoire de France, l’une des filles de Louis XV que joue Johnny Depp dans Jeanne du Barry de Maïwenn.
En 2023, elle présente sa pièce Tenir debout, un spectacle qu’elle écrit après s’être présentée au concours de Miss Poitou-Charentes et qu’elle interprète avec son ancienne camarade du Cours Florent, Raphaëlle Rousseau ; pour lequel elle est à nouveau nommée au Molière de la révélation féminine.
Puis en 2025, elle écrit et met en scène Charles Péguy, ta mère et tes copines, j'en ai rien à foutre, une pièce en confrontation avec le chanteur Hervé Vilard et avec la complicité de Zakary Bairi. Le spectacle est présenté au Festival d'Avignon dans le cadre du programme « Vive le sujet ! ».

## Théâtre

### Comédienne
- 2013 : Le Dernier Repas du monde, texte et mise en scène d’Elie Salleron, Théâtre de l'Opprimé
- 2014 : La Résistible Ascension d'Arturo Ui de Bertolt Brecht, mise en scène Victor Quezada-Perez, Théâtre de Ménilmontant
- 2016 : Anna et Max, conception Noélie Morizot, Théâtre de la Jonquière
- 2017 : L'Opéra de quat'sous de Bertolt Brecht, mise en scène Philippe Calvario, Cours Florent[16]
- 2018 : Vous prenez mon pouls je ne suis pas malade, conception Sébastien Pouderoux, Cours Florent
- 2019 : Pièces de guerre d'après Edward Bond, conception Alain Françon, Théâtre du Nord[17]
- 2019 : Autour de Tchekhov, conception Jean-Pierre Garnier, Théâtre du Nord
- 2019 : Autour d'Alfred de Musset, conception Frédéric Fisbach, Théâtre du Nord
- 2019 : 69 minutes pour s'aimer quand même, conception Isild Le Besco, La Scala[18]
- 2020 : Que ma joie demeure, conception Clara Hédouin, Festival d'Avignon et tournée
- 2020 : Croquis de voyage, conception Cécile Garcia-Fogel, Maison Folie Moulins
- 2020 : La Surprise de l’amour de Marivaux, mise en scène Cécile Garcia-Fogel, tournée
- 2021 : La Seconde Surprise de l'amour de Marivaux, mise en scène Alain Françon, Odéon et tournée
- 2021 : Les Marivaux sur les routes d'après Marivaux, mise en scène Cécile Garcia-Fogel, Théâtre du Nord
- 2022 : Tenir debout, conception Suzanne de Baecque, CDN Orléans, Théâtre du Nord et tournée
- 2023 : Vertige (2001-2021), texte et mise en scène de Guillaume Vincent, Théâtre des Bouffes du Nord et tournée[19]
- 2023 : Un chapeau de paille d'Italie d'Eugène Labiche, mise en scène Alain Françon, Théâtre de la Porte Saint-Martin[20]
- 2025 : Charles Péguy, ta mère et tes copines, j'en ai rien à foutre de Suzanne de Baecque, Festival d'Avignon[21]
- 2025 : Mémoire de fille d'après Annie Ernaux, mise en scène Sarah Kohm, Théâtre de la Ville

### Metteuse en scène
- 2017 : Les Voix du crépuscule, conception Suzanne de Baecque et David Guez, Cours Florent
- 2022 : Tenir debout, conception Suzanne de Baecque, CDN Orléans, Théâtre du Nord et tournée
- 2025 : Charles Péguy, ta mère et tes copines, j'en ai rien à foutre de Suzanne de Baecque, Festival d'Avignon[21]

### Lectrice
- 2020 : Un pinceau dans la jungle de Constance de Saint Rémy, Théâtre du Nord[22]
- 2023 : Exit d'après Charles Templon et Fernand Melgar, La Scala Provence[23]

## Filmographie

### Cinéma

#### Longs métrages
- 2017 : L'Amant d'un jour de Philippe Garrel
- 2019 : Les Éblouis de Sarah Suco : Marie-Laetitia
- 2022 : Annie colère de Blandine Lenoir : la femme qui culpabilise
- 2023 : Mon crime de François Ozon : Céleste, la domestique
- 2023 : Jeanne du Barry de Maïwenn : Victoire de France
- 2023 : Le Temps d'aimer de Katell Quillévéré : Lola
- 2023 : Iris et les Hommes de Caroline Vignal : Nuria
- 2024 : Le Roman de Jim d'Arnaud et Jean-Marie Larrieu : Léa
- 2024 : L'Esprit Coubertin de Jérémie Sein : la Suissesse
- 2025 : Le Mélange des genres de Michel Leclerc : Sara
- 2025 : Ma frère de Lise Akoka et Romane Guéret : Bérangère
- 2025 : Laurent dans le vent d'Anton Balekdjian, Léo Couture et Mattéo Eustachon: la sœur de Laurent

#### Courts métrages
- 2007 : Les Cinéphiles 3 : Les Ruses de Frédéric de Louis Skorecki
- 2019 : Le Rêve de Mila de Valentin Brocard et Julien Gaspar-Oliveri
- 2020 : Capsules : Juin d'Aurélien Grellier-Beker
- 2021 : Le Noël de Pauline de Louise Pitre : Pauline

### Télévision
- 2020 : Belle, belle, belle d'Anne Depétrini (téléfilm) : Camille
- 2020-2022 : Derby Girl de Nikola Lange et Charlotte Vecchiet (série télévisée) : Absinthe Ni Touche
- 2021 : Stalk de Simon Bouisson (série télévisée), saison 2
- 2023-2025 : Aspergirl de Lola Roqueplo (mini-série télévisée) : Flora
- 2025 : Des gens bien ordinaires d'Ovidie (série télévisée) : réalisatrice à la poupée plastique

## Distinctions

### Récompenses
- Prix Olga Horstig 2017 pour Les Voix du crépuscule
- Prix du Syndicat de la critique 2022 : Prix Jean-Jacques-Lerrant de la révélation théâtrale pour La Seconde Surprise de l'amour
- SACD : Prix Plaisir Du Théâtre Révélation pour La Seconde Surprise de l'amour

### Nominations
- Molières 2022 : Molière de la révélation féminine pour La Seconde Surprise de l'amour
- Molières 2025 : Molière de la révélation féminine pour Tenir debout